# نکست‌ارا انرژی
نکست‌ارا انرژی (به انگلیسی: NextEra Energy) شرکت برق آمریکایی است، که در زمینه تولید برق، انتقال برق و توزیع برق فعالیت می‌کند و به‌عنوان سومین شرکت برق در ایالات متحده آمریکا شناخته می‌شود.
شرکت نکست‌ارا انرژی در سال ۱۹۲۵ تأسیس شد و در حال حاضر دارای ظرفیت نصب‌شده‌ای معادل ۴۳ هزار مگاوات می‌باشد و خدمات برق‌رسانی را در ۲۸ ایالت آمریکا و ۳ استان کانادا عرضه می‌دارد. این شرکت هم‌اکنون بزرگترین سامانه‌های تولید انرژی خورشیدی را در جهان دارا می‌باشد.
دفتر مرکزی نکست‌ارا انرژی در شهر جونو بیچ، فلوریدا، ایالات متحده آمریکا قرار دارد و بخشی از سهام آن در بازار بورس نیویورک معامله می‌شود. شرکت نکست‌ارا انرژی در سال ۲۰۱۱ در فهرست فرچون ۵۰۰ در رتبه ۱۶۱ از بزرگترین شرکت‌های ایالات متحده آمریکا قرار گرفت.